# Panaché
La panaché è un miscelato alcolico di origine francese realizzato con birra e gassosa (Sprite, gassosa o altri), nelle proporzioni 1/2 birra 1/2 gassosa, un pizzico di zenzero per dare quel frizzantino alla bevanda, perché la gassosa e la birra non sono frizzanti. Risulta essere un cocktail più alcolico rispetto al radler.

## Diffusione
Data la vicinanza con il paese transalpino, questa bevanda è abbastanza diffusa anche nel ponente ligure, in Valle d'Aosta, in Piemonte, in Lombardia. La bevanda è consumata anche in Emilia con il nome di bici o bicicletta. È molto diffusa anche in tutta la Svizzera. Presente nei supermercati in forma industrializzata, ma già negli anni 50 era uso preparare tale cocktail.